# سماء الشتاء

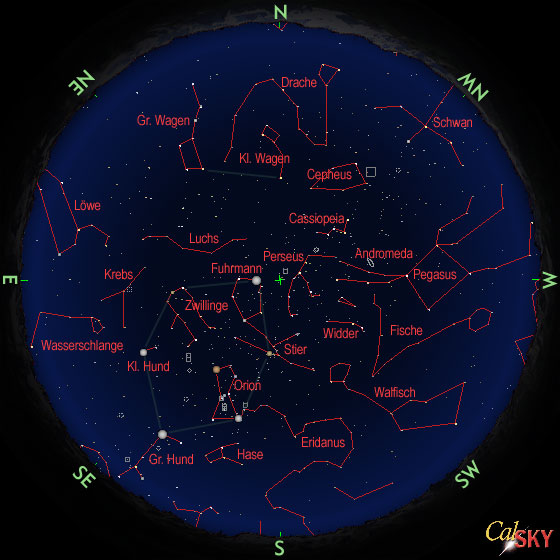
سماء الشتاء كما تظهر في فرانكفورت بألمانيا في 15 يناير في الساعة 20 بتوقيت وسط أوروبا.

سماء الشتاء هي ذلك الجزء من السماء المرصعة بالنجوم والكوكبات التي نشاهدها في ليالي فصل الشتاء الصافية. ومنظر السماء كما يرى في وسط أوروبا يكون في الشتاء رائعا حيث يظهر خلال الشتاء 17 نجم من 30 نجم من أشد نجوم السماء سطوعا في السماء كلها. ومع أن المشاهد من الشرق الأوسط يرى السماء مختلفة قليلا عن منظرها في أوروبا - فسيرى القارئء أن معظم أسماء الكوكبات السماوية وأسماء النجوم هي في الأصل أسامي عربية ومحوّرة في النطق قليلا - فالاختلاف في توزيع النجوم والكوكبات اختلاف بسيط كما ترى في الشرق الأوسط ووسط أوروبا. تعتمد رؤية السماء على الموقع الجغرافي الذي نشاهدها منه.
يعيش بعض الناس علي نصف الكرة الأرضية الشمالي، وبالتالي فهم يرون جزء السماء الشمالي؛ وبعضهم يعيشون في الجنوب مثل أستراليا وأمريكا الجنوبية وجنوب أفريقيا، فهم لا يرون من نصف الكرة السماوية الشمالي إلا أجزاء صغيرة وأغلب ما يرونه فهو من سماء الجنوب. 
بصفة عامة يختلف توزيع النجوم والكوكبات في السماء على فصول السنة وعلاوة على ذلك تعتمد على الموقع الجغرافي على الأرض، وتتلخص تلك المتغيرات في الثلاثة عوامل التالية:
1. الموقع الجغرافي بالنسبة إلى دائرة العرض. (تختلف نصف الكرة السماوية الشمالية عن نصف الكرة السماوية الجنوبية؛ كما أن هذه الخارطة فهي للسماء كما ترى في فرانكفورت بألمانيا)
2. التاريخ حسب التقويم الميلادي، مثل 15 يوليو أو 23 ديسمبر أو غيرها،
3. التوقيت المحلي، وهو يعتمد على خط الطول الجغرافي.

العاملان 2 و 3 يعملان ضد بعضهما البعض، بمعنى أن المرء يرى نفس جزء السماء في الشهر التالي ولكن مبكرا ساعتين؛ أو بمعنى آخر، يراه كل يوم بفارق 4 دقائق مبكرا. ذلك لأن الأرض تدور حول محورها في 23 ساعة و 56 دقيقة و 04 ثانية (وهذا ما نسميه "يوم نجمي") بينما نحسب اليوم في العادة 24 ساعة، ولكن هذا يأتي من وضع الشمس.
بالنسبة إلى ألمانيا فهي تقع على دائرة عرض 50 ° بالتقريب وبالنسبة لخطوط الطول فهي بين خطي 9° و 10° (مثل فرانكفورت وفورزبورغ)، ومعظم خرائط النجوم التي تباع في ألمانيا تحتسب الخطين 50°/10° ، وهذا الموقع يعادل مركز ثقل البلاد التي تتحدث بالألمانية. فبالنسبة للنمسا فلها مركز الثقل في 47½° / 14° ، وبالنسبة لسويسرا فإحداثيات مركز ثقلها في 47°/8°.
الصورة المرفقة تبين خارطة النجوم كما تـُري في وسط يوليو في الساعة 21 توقيت وسط أوروبا في فرانكفورت.
ويشترك هذا الجزء من السماء مع سماء الصيف في الوسط في دائرة النجوم أبدية الظهور المحيطة بالنجم القطبي) فقط، ولكنه يتختلف كثيرا عنها في اتجاهات الشرق والجنوب والغرب.

## كوكبات ونجوم
من له رغبة في مشاهدة نجوم السماء والتعرف على بعض كوكباتها يمكنه طبع الصورة ويمسكها فوق رأسه بحيث يكون اتجاه الشمال على الصورة منطبقا مع الشمال الجغرافي للمشاهد. عندئذ تكون علامة + الخضراء الموجودة في وسط الصورة هي النقطة العمودية في السماء فوق رأس المشاهد مباشرة. بالتالي يستطيع المشاهد رؤية كوكبة ممسك الأعنة Fuhrmann فوق رأسه في وسط السماء، وأشد نجومها سطوعا العيوق.

موقع مرور مذنب ISON في قبة السماء في ديسمبر 2013.

في الشمال فوق الأفق نرى كوكبة التنين Drache وإلى اليمين منها كوكبة الدجاجة Schwan وإلى يسارها كوكبة الدب الأكبر Gr. Wagen ؛ وأسفل منهما مباشرة نجد كوكبة الدب الأصغر، وهي تشبه إلى حد كبير كوكبة الدب الأكبر. يمكن عن طريق الخط (الأزرق) الواصل بين الدب الأكبر والدب الأصغر معرفة النجم القطبي؛ النجم القطبي نجده لامعا وهو نجم ذيل الدب الأصغر. 
النجم القطبي هو أشد نجوم الدب الأصغر لمعانا - ويسمى أيضا نجم الشمال، حيث يمكن به معرفة الشمال الجغرافي- هذا النجم نسميه بالعربية أيضا الجدي (نجم) . وهو طرف ذيل الدب الأصغر، ويسى باللغات الأجنبية «بولاريس».
أشد النجوم لمعانا في كوكبة التنين هما رأس الثعبان (نجم) وغاما التنين وهما يمثلان عيني التنين. وأشد نجوم الدجاجة Schwan لمعانا ذنب الدجاجة ويسمونه في بلاد الغرب Deneb .
عندما ننظر إلى السماء في اتجاه الشرق فوق الأفق نجد الأسد Löwe والعقرب Krebs والشجاع Wasserschlange .
وجنوبا من نجم العيوق (Fuhrmann) نجد التشكيل الجميل لكوكبة الجبار Orion . أشد نجوم الجبار لمعانا منكب الجوزاء (النجم الأحمر اللامع ناحية وسط السماء) وحزام الجبار في وسط الجبار ويتشكل من ثلاثة نجوم. أسفل ثلاثة نجوم الحزام نستطيع بسهولة التعرف على رجل الجبار (شديد اللمعان) وسيف الجبار.
لا تعد الجبار بين كوكبات نصف الكرة الشمالي ولا الجنوبي، بل هي تُعتبر من كوكبات خط الاستواء السماوي، حيث أن جزءاً متساوياً تقريباً منها يقع على جانبي خط الاستواء، ومن ثم فيُمكن رؤية نصف منها من كلا القطبين الجنوبي والشمالي، ويُمكن رؤيتها بكاملها من دوائر عرض عالية نسبياً نتيجة لهذا (لكنها تكون قريبة من الأفق). كانت كوكبة الجبار مقدسة لدى قدماء المصريين وكانوا يسمونها «سبدت»، وكانوا يعتقدون أن أرواح الموتى تذهب إليه وتعيش في الآخرة مع آلهة كنجوم. بعض علماء الآثار يعتقد أن المصريين القدماء قد بنوا الثلاثة أهرام في الجيزة على نمط نجوم حزام الجبار، إذ أنهم لا يقعون على خط مستقيم. من جهة أخرى نجد أن الهرم الأكبر في مصر تتجه أوجهه تماما إلى الشمال والجنوب والشرق والغرب، كما وجدت أربعة أنفاق تخرج من حجرة دفن الملك وحجرة دفن الملكة. من حجرة دفن الملك يخرج نفقان: واحد منهما في اتجاه الشرق مصوّبا إلى نجم الشمال والنفق الثاني من حجرة الملك مصوبا في اتجاه الجنوب بإتجاه كوكبة الجبار. بالمثل كان النفقان داخل الهرم المنطلقان من حجرة الملكة كانا مصوبان إلى نجم الشمال في الشمال وكوكبة الجبار في الجنوب. لهذا يعتقد بعض علماء الأثار أن تلك الأنفاق تخدم الملك والملكة حين صعود روحهما لمرافقة الألهة في السماء.
.

نجوم حول القطب الشمالي وهي تدور حول نجم الشمال (نجم الجدي)، ويلاحظ أن نجم الجدي Polaris يكاد لا يتحرك. ويمكن لذلك رؤية النجم القطبي في جميع فصول السنة. وتبين الصورة تغير موقع النجوم خلال دورة 24 ساعة، والكوكبتان الموصلتان بخطوط زرقاء هما كوكبة ذات الكرسي وشكلها مثل حرف W وكوكبة الدب الأكبر وبأي منهما يمكن معرفة النجم القطبي

إذا وجهنا نظرنا إلى جنوب الشرق نجد على مقربة من الجبار نجم الشعرى اليمانية Sirius في كوكبة الكلب الأكبر Gr. Hund . والشعري اليمانية من أشد نجوم السماء سطوعا. كذلك نجد كوكبة النهر تبدأ من عند رجل الجبار ممتدة إلى الجنوب، وهي من أطول كواكب السماء. كوكبة النهر Eridanus هي برج مشترك بين نصفي سماء الكرة الأرضية، تظهر بوضوح في كلى النصفين بين خط العرض 60 درجة شمالاً وخط العرض 90 درجة جنوباً. ويعتبر شهر أيلول من أفضل الأوقات لرؤيتها. أشد نجومها سطوعا نجم آخر النهر Achernar عند الأفق في سماء الشتاء. 
النجم «إبسيلون النهر» ε Eridani في وسط كوكبة النهر يبعد عنا 7و10 سنة ضوئية وهو أحد أقرب النجوم منا.
في اتجاه جنوب الغرب نجد الكوكبتين الكبيرتين قيطس Walfisch والحوت Fische . كوكبة قيطس ممتدة لكنها ليست لامعة، ونجدها محصورة بين كوكبتي النهر والحوت. يمتد الجزء الأكبر من قيطس تحت خط الاستواء السماوي، ولهذا فهي لا ترتفع كثيرا عن الأفق، وأحسن وقت لرؤياها يكون في الخريف.
عندما يظهر نجم فم الحوت يُعلن قدوم الخريف. أشد نجوم كوكبة الحوت سطوعا نجم الرشاء في وسطه (نجم زاويته).
ونجد في الشرق فوق الأفق كوكبة الفرس الأعظم Pegasus وكان الإغريق يسمونها الفرس الطائر (يبدو هنا مقلوبا).
فنجد رأس الفرس ناحية الأفق وتنتهي الرأس بنجم الأنف. جسم الفرس هو المربع الذي يبدأ بالعنق منكب الفرس (نجم) والنجم الساطع المقابل له سرة الفرس. سرة الفرس (بالإنجليزية: Sirrah) تحتسب من ضمن نجوم كوكبة المرأة المسلسلة Andromeda المجاورة للفرس الأعظم، ويعتني هواة الفلك برصد مجرة المرأة المسلسلة لجمالها، وهي تبعد عنا نحو 2و2 مليون سنة ضوئية.
في أعلى السماء بالقرب من المرأة المسلسلة Andromeda نجد الكوكبة التي تشكل حرف W ويسهل رؤيتها، وهي كوكبة ذات الكرسي Cassiopeia . كوكبة ذات الكرسي هي من ضمن الكوكبات أبدية الظهور حيث أنها لا تختفي في أي وقت تحت الأفق في نصف الكرة السماوية الشمالي.

## عملاق أحمر وكواكب

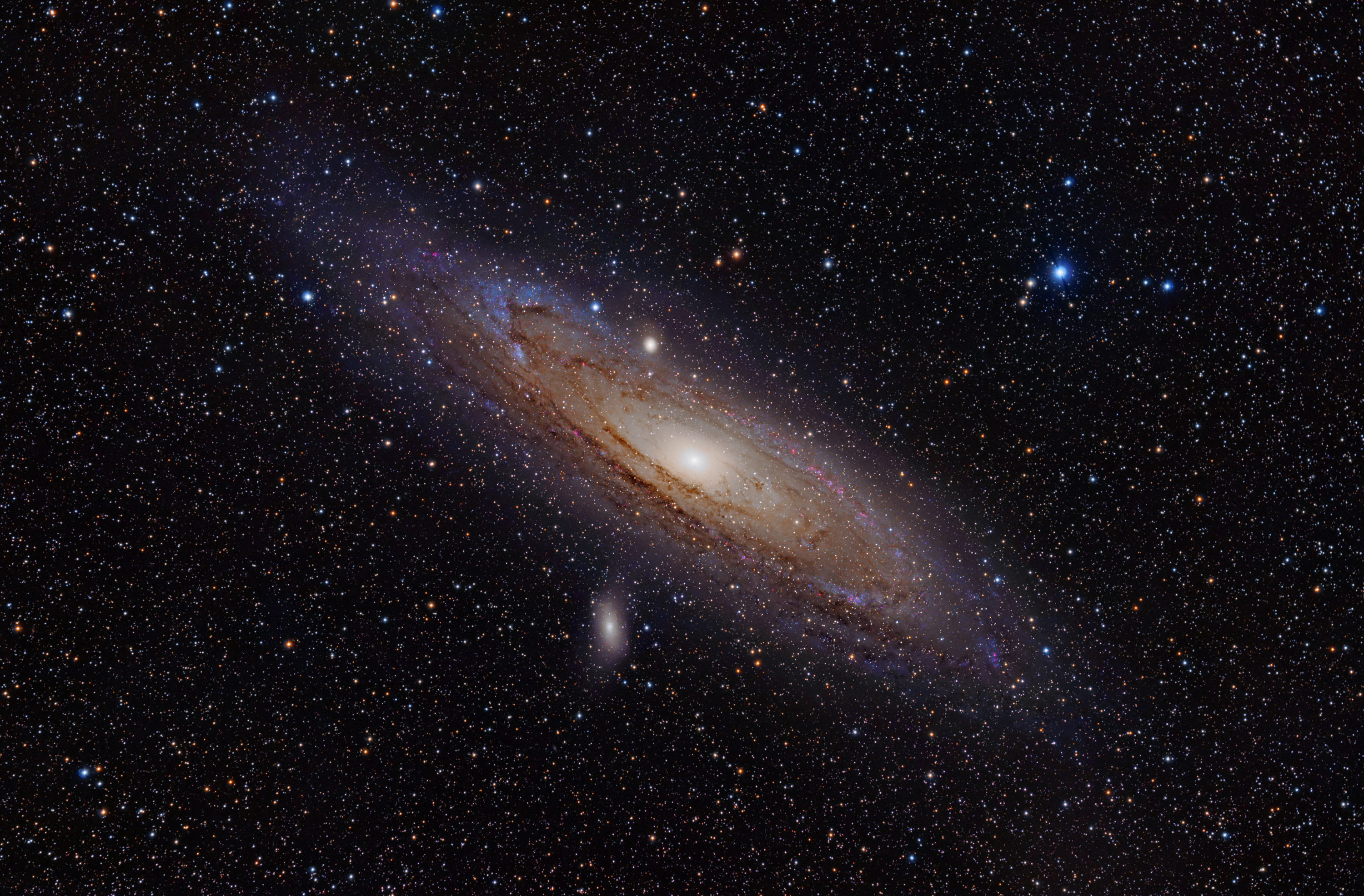
المرأة المسلسلة

الثلاثة نجوم اللامعة في حزام الجبار Orion تشير إلى النجم الأبيض اللامع الشعرى اليمانية، وهو أشد نجوم السماء تألقا، فهو لا يبعد عنا سوى 7و8 سنة ضوئية. كتلة الشعرى اليمانية ضعف كتلة الأرض ودرجة حرارة سطحه مقاربة من درجة حرارة سطح الشمس 5.700 درجة مئوية؛ ومع ذلك فكلاهما يعتبر من «أقزام النجوم». وعلى العكس، نجد نجم منكب الجوزاء في كوكبة الجبار Orion (فوق في شمال الكوكبة) "عملاق أحمر"، يبلغ قطره 1000 ضعف من قطر الشمس - ولكنه يبعد عن الشمس 310 سنة ضوئية. ويقدر العلماء أن الشمس ستصبح أيضا عملاقا أحمر بعد نحو ثلاثة مليارات سنة، عندما تقترب من استهلاك وقودها النووي الهيدروجين.

## عناقيد نجمية يحب هواة الفلك رصدها

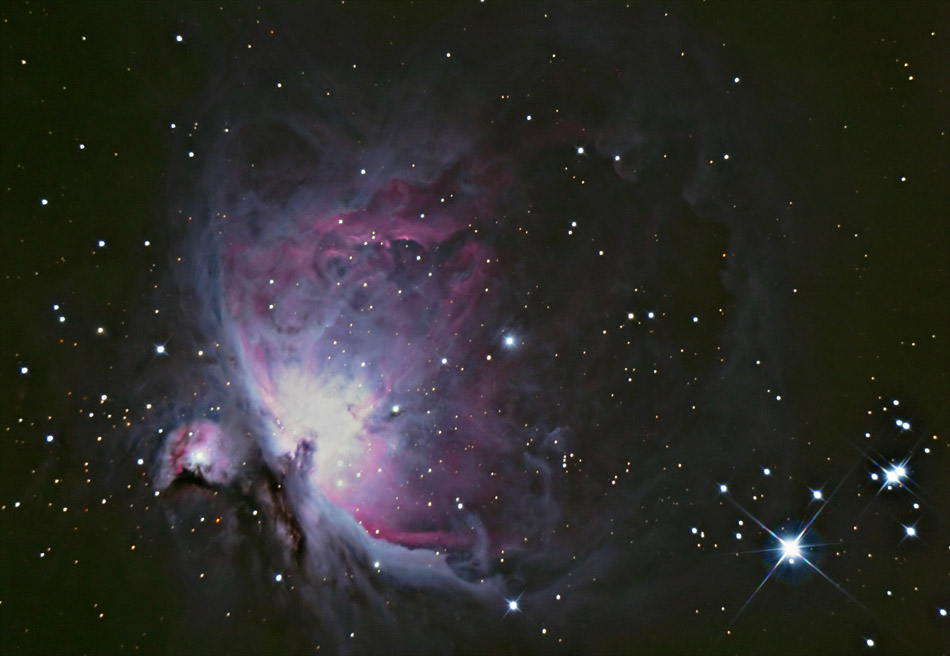
صورة سديم الجبار ملتقطة بتلسكوب ذو مرآة قطر 25 سنتيمتر.

تتميز سماء الشتاء ليس فقط للمشاهد بالعين المجردة ولهواة الفلك بتجمعات نجمية كثيرة وسدم. فمن لديه منظارا مقرب أو كاميرا ذات تلسكوب فإنه من الجميل مشاهدة نجوم الجبار Orion وكوكبة ممسك الأعنة Perseus وما فيها من نجوم لامعة. بالإضافة إلى ذلك يستطيع بسهولة التمتع بمشاهدة مجرة المرأة المسلسلة، والتجمعات النجمية الثريا والقلائص وهما في كوكبة الثور Stier . وفي شهر فبراير تحلو مشاهدة مسييه 44 في كوكبة السرطان Krebs.

## كواكب يمكن رؤيتها في الشتاء 2016/17
- عطارد ويمكن رؤيته بالعين المجردة في يناير بين المساء والليل في جنوب الغرب، ووسط شهر مارس في الليل.
- الزهراء ترى لامعة في سماء المساء في أواخر الخريف. وخلال يناير تغرب بعد الشمس بساعتين أو ثلاثة ساعات. وفي فبراير تغرب بعد الشمس بين 3 - 4 ساعات.
- المريخ ويرى أحمر اللون في المساء «كنجم» من التصنيف 1 في الجنوب وجنوب الغرب، ويرى في شهر مارس في نفس المكان التي تواجدت فيه الزهراء قبله بساعة. بعد ذلك ينخفض لمعانة فيصبح من التصنيف 2.
- المشتري ويرى في كوكبة العذراء Jungfrau في مطلع العام الجديد في الساعة 1، وفي وسط فبراير يرى في الساعة 22. في أوائل أبريل يصبح بدرا بالنسبة للشمس ويشتد لمعانه طوال الليل.
- زحل يظهر في كوكبة الحواء والميزان Waage في الصباح الباكر. وفي وسط يناير يشرق في الساعة 5:30 [توقيت وسط أوروبا] ، وفي منتصف مارس يشرق في الساعة 2 صباحا.
- أورانوس يظهر في كوكبة الحوت Fische في يناير حتى أوائل شهر مارس في سماء المساء. يمكن رؤياه في السماء الصافية بالعين المجردة، وبواسطة تلسكوب تـُرى حلقة حوله خضراء اللون.
- الكوكب الخارجي نبتون يشاهد في الدلو Wassermann بواسطة تلسكوب خلال المساء في أوائل فبراير.

## اقرأ أيضًا
- سماء الربيع
- سماء الصيف
- سماء الخريف
- خارطة النجوم